# Mosquée de Mansourah
La mosquée de Mansourah (en arabe : جامع المنصورة) est une mosquée construite au XIVe siècle à Mansourah, une commune algérienne de la wilaya de Tlemcen. Elle est classée parmi les sites et monuments historiques conformément à l'article 62 de l'ordonnance N° 67-281 du 20/12/1967 publiée au journal officiel algérien N° 07 du 23/01/1968.

## Historique
Selon Ibn Khaldoun, la mosquée de Mansourah aurait été construite vers 1303 par le sultan Abu Yaqub Yusuf an-Nasr, mort avant l'achèvement de son œuvre. La mort du souverain ayant été suivie immédiatement de l'évacuation de Mansourah par les mérinides, les travaux n'auraient repris qu'à leur retour en 1336, lorsque Abu al-Hasan ben Uthman rebâtit la ville. Selon le (Musnad as-sahid al-hasan fi maʿathir mawlana Abi 'l Hasan), d'Ibn Marzouk, la mosquée, comme la Tour Hassan de Rabat, ne fut jamais complètement achevée. Ne demeurent debout que le périmètre de ses murs et la moitié antérieure de son minaret.

## Description
La mosquée occupe un rectangle de 60 m de large sur 85 m de long. La porte principale s'ouvre à la base du minaret qui fait saillie au milieu de la face nord-ouest. La cour, carrée, élément propre aux mosquées maghrébines des XIIIe et XIVe siècles, de 30 m de côté, était encadrée de galeries prolongeant les nefs de la salle de prière. Cette dernière était occupée par treize nefs divisées en six travées par des colonnes d'onyx de 0,44 m de diamètre. Le mihrab, niche à pans coupés, était enveloppé d'une salle des morts analogue à celle rencontrée à la Quaraouiyine de Fès. Outre l'entrée principale, douze portes construites en pierres, décrochant en saillie sur les quatre faces, donnaient accès à la mosquée.
Le minaret, bien que découronné de son lanternon, se dresse à 38 m. Une petite porte s'ouvrant dans la mosquée, sous la galerie antérieure de la cour, donnait accès à la rampe qui, par sept révolutions autour du noyau central, montait jusqu'au niveau de la galerie supérieure. Cette rampe était éclairée par de larges ouvertures percées au milieu des quatre faces et par des jours plus petits dans l'axe des rampes. Les murs de 1,50 m d'épaisseur sont faits de pierre siliceuse rose.
Selon l'archéologue français, Agénor Azéma de Montgravier :

« Ce minaret est un morceau charmant d’architecture mauresque, où le plein cintre et l’ogive sont agréablement entremêlés. Il y a trois étages de fenêtres doubles divisées par une colonnette, et les intervalles d’un étage à l’autre sont remplis par une guirlande de découpures et d’arabesques, qui encadrent les ouvertures en rampant du haut en bas de l’édifice, avec les accidents les plus variés »

.

## Galerie

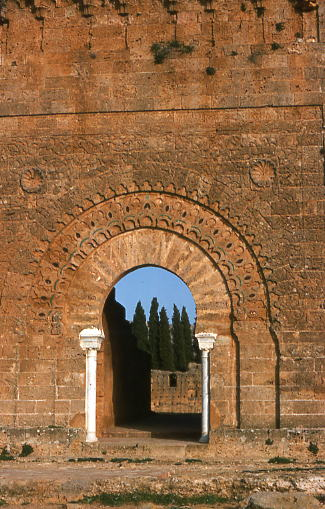
La porte du minaret
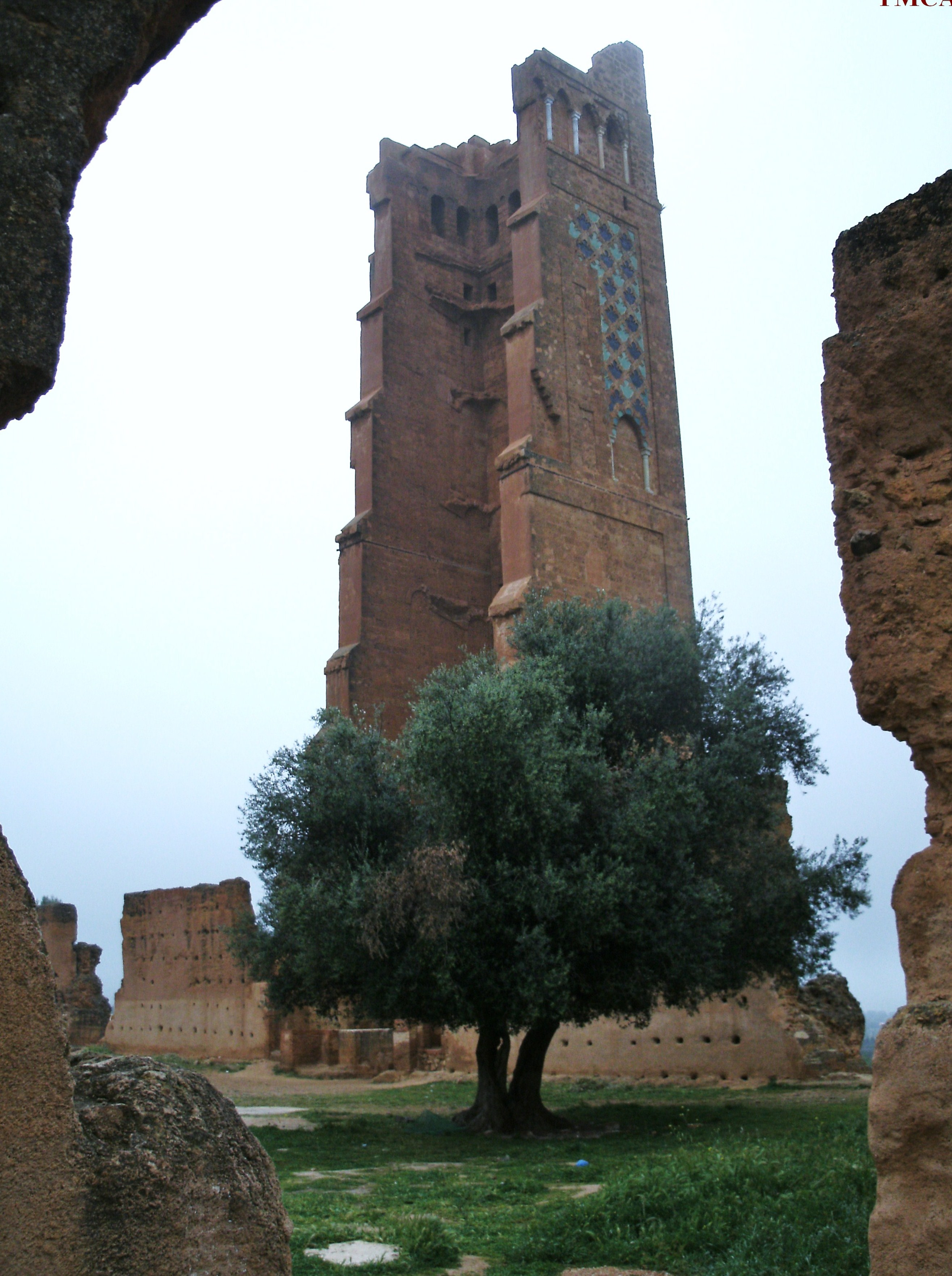
Le minaret et l'olivier (vue angle sud-est)
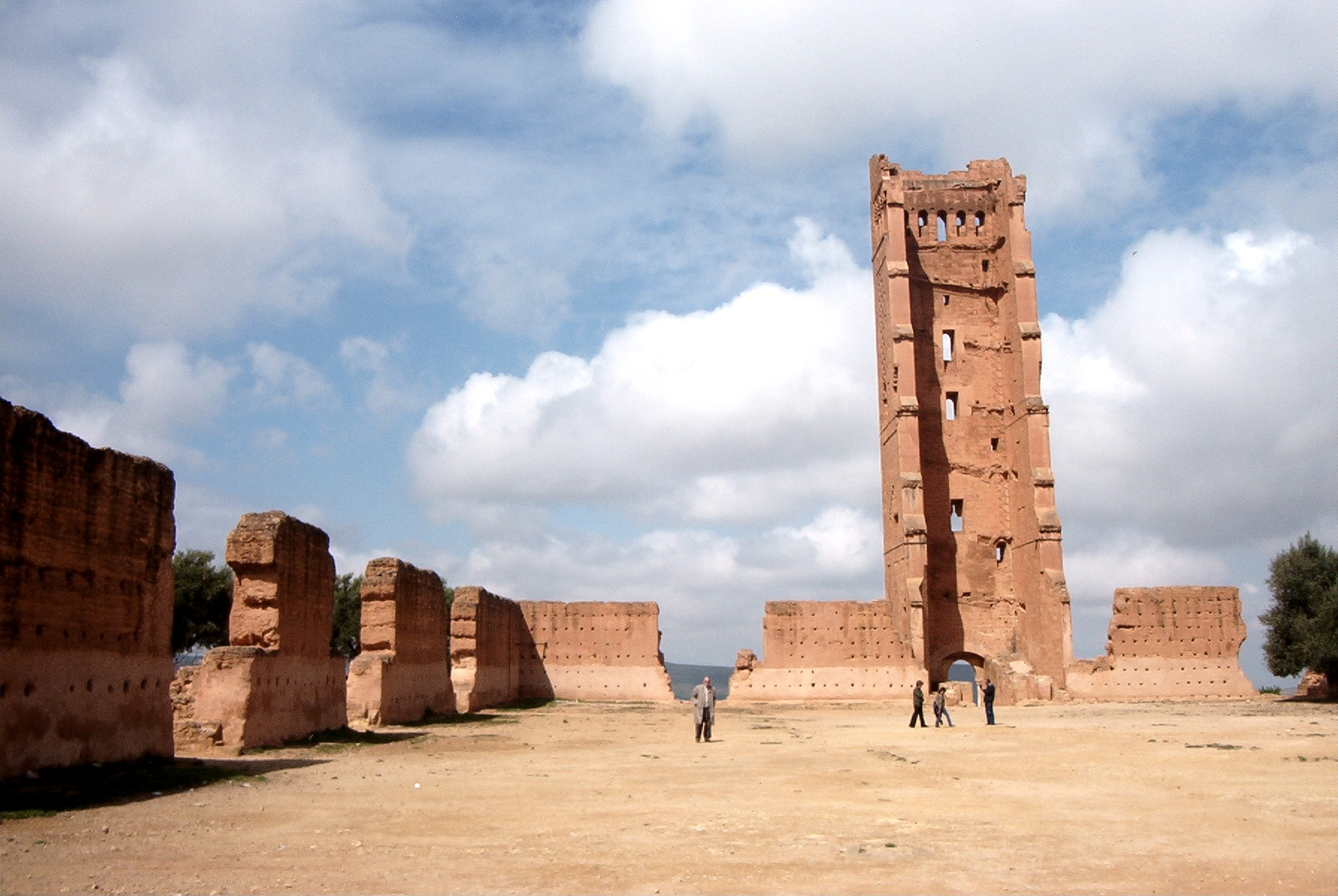
Face sud de la mosquée
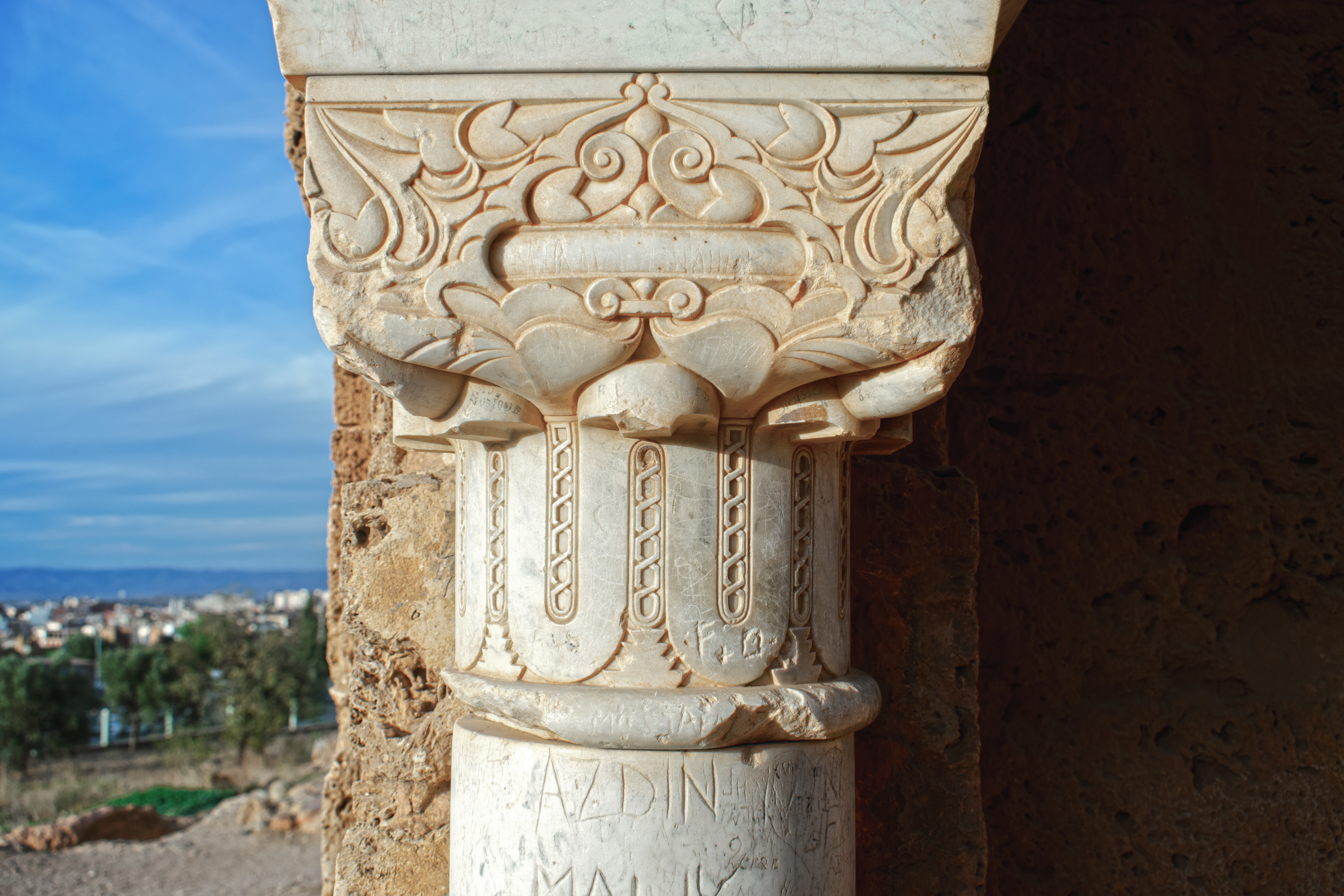
Chapiteau en onyx provenant de la Mosquée de Mansourah.

## Crédit d'auteurs
- Cet article est partiellement ou en totalité issu de l'article intitulé « Mansourah (Tlemcen) » (voir la liste des auteurs).